# Poșta Câlnău
Poșta Câlnău – wieś w Rumunii, w okręgu Buzău, w gminie Poșta Câlnău. W 2011 roku liczyła 2381 mieszkańców.